# ロイヤル・アリーナ
ロイヤル・アリーナ（Royal Arena）はデンマークコペンハーゲンに所在する屋内アリーナ。
2017年に落成。こけら落としはメタリカのコンサートである。
2018年にはIIHFアイスホッケー世界選手権、19年にはドイツと共催で世界男子ハンドボール選手権の会場として使用された。2021年に世界体操競技選手権が当地で開催予定だったが、新型コロナの影響で開催を辞退。2023年に当地でトタルエナジーズ世界バドミントン選手権大会が開催。